# Aymara (Sprache)

Verbreitungsgebiet des Aymara

Das Aymara oder Aimara gehört mit 2,2 Mio. Sprechern zusammen mit dem Quechua und dem Guarani zu den heute am meisten gesprochenen indigenen Sprachen Südamerikas. Mit ihm verwandt ist das Jaqaru (Kawki), das von etwa 700 Sprechern im peruanischen Departement Lima gesprochen wird. Mit dem Aymara bildet es die Aymara-Sprachfamilie.

## Verbreitung
Aymara wird heute von etwa 2.200.000 Menschen gesprochen, die zum Volk der Aymara gehören. Die Mehrzahl der Sprecher lebt auf dem Altiplano in den bolivianischen Departamentos La Paz und Oruro sowie in den peruanischen Regionen Puno, Moquegua und Tacna. Daneben gibt es weitere Sprecher in anderen Teilen Boliviens und Perus sowie im Norden Chiles. Im Laufe der letzten Jahrzehnte ist das Aymara allerdings vor allem in den städtischen Gebieten in zunehmendem Maße vom Spanischen verdrängt worden. Dort spricht heute ein großer Teil der ethnischen Aymara Spanisch als Zweitsprache oder gar als Muttersprache. Lediglich in den ländlichen Gebieten des Altiplano gibt es noch eine größere Anzahl einsprachiger Sprecher der Sprache. Neben der Zweisprachigkeit Aymara-Spanisch gibt es in manchen Gegenden auch eine Zweisprachigkeit in Aymara und Quechua.
Das Aymara unterteilt sich in drei Hauptdialekte. Im Vergleich zu anderen südamerikanischen Sprachen wie dem Quechua, dessen Dialekte von manchen Forschern als eigenständige Sprachen betrachtet werden, sind die Dialektunterschiede innerhalb des Aymara relativ gering.

## Sprachverwandtschaft
Die einzigen erwiesenermaßen mit dem Aymara genetisch verwandten Sprachen sind das Kawki und das Jaqaru, die beide heute nur von einer geringen Zahl von Menschen im Hinterland von Lima in Zentralperu gesprochen werden. Sie werden mit dem Aymara in der Aru-Sprachfamilie zusammengefasst (Aru = „Sprache“).
Die Frage, ob eine sprachliche Verwandtschaft zwischen dem Aymara und dem Quechua besteht, ist umstritten. Wenn überhaupt sind beide Sprachen nur sehr entfernt verwandt. Die vor allem auf phonologischem Gebiet bestehenden Gemeinsamkeiten zwischen den südlichen Dialekten des Quechua und dem Aymara lassen sich jedoch ebenso wie die relativ zahlreichen Lehnwörter auch durch gegenseitige Beeinflussung der beiden Sprachen erklären.

## Aymara als Schriftsprache
Die ältesten schriftlichen Dokumente auf Aymara sind Übersetzungen religiöser Texte aus der spanischen Kolonialzeit. Damals wurden von katholischen Missionaren auch die ersten Grammatiken des Aymara verfasst. Das von katholischen und in jüngerer Zeit auch von nordamerikanischen protestantischen Missionaren verwendete sogenannte Missionars-Aymara ist allerdings in der Grammatik wie im Wortschatz deutlich von Einflüssen des Spanischen geprägt und wird deshalb von Muttersprachlern häufig als unnatürlich empfunden. Die erste vollständige Bibelübersetzung ins Aymara (Qullan Arunaca) – gemeinsames Werk katholischer und protestantischer Übersetzer – erschien 1986 in La Paz, eine modernisierte Ausgabe (Qullan Arunaka) mit den deuterokanonischen Büchern 2003 ebenfalls in La Paz.
Nach modernen linguistischen Kriterien verfasste Grammatiken des Aymara gibt es erst seit der zweiten Hälfte des 20. Jahrhunderts.
Die Schreibweise des Aymara im lateinischen Schriftsystem orientierte sich lange am Vorbild des Spanischen. Die vom Spanischen abweichenden Laute des Aymara wurden dabei uneinheitlich und oft nicht exakt wiedergegeben. Einen Entwurf für eine streng an der Phonologie des Aymara orientierte Orthographie legte erstmals im Jahre 1968 der Muttersprachler Juan de Dios Yapita vor. Eine nur geringfügig davon abweichende normative Orthographie wurde im Jahre 1984 durch die bolivianische und im Jahre 1985 durch die peruanische Regierung als einzige offizielle Rechtschreibung des Aymara anerkannt.
Aymara ist heute (ebenso wie Quechua) in Bolivien und Peru als Amtssprache anerkannt, was aber bisher nichts an der faktischen Vorherrschaft des Spanischen im öffentlichen Leben wie im Staatsapparat geändert hat. In den letzten zwei Jahrzehnten wurden Programme mit interkultureller zweisprachiger Erziehung eingeführt, die aber bisher nicht alle Aymarasprachigen erreichen.

## Heutige soziolinguistische Situation
Das Aymara weist noch ein zusammenhängendes Sprachgebiet in Bolivien und den angrenzenden Gebieten Perus auf. Im ländlichen Raum wird es von allen Generationen gesprochen. Eine starke Zweisprachigkeit mit Spanisch und eine Tendenz, das Aymara nicht mehr an die Kinder weiterzugeben, gibt es insbesondere in den Städten. Für Bolivien wird das Aymara (wie auch das Quechua) 2007 als potenziell gefährdet eingestuft. Eine ähnliche Situation gibt es in Peru. Nach Angaben der Direktion für interkulturelle zweisprachige Erziehung in Peru von 2013 wird das Aymara im Departamento Puno – zumindest in den Dorfgemeinschaften – von allen Generationen gesprochen, so dass hier die Sprache als vital eingestuft wird. Im Departamento Tacna ist das Aymara dagegen bedroht, da es die Kinder meist nicht mehr als Erstsprache lernen. Mit der Implementierung des Sprachengesetzes (Ley 29735) verwenden 2013 im Departamento Puno 1518 Schulen Aymara als Erst- und 147 als Zweitsprache, in Tacna 104 Schulen Aymara als Zweitsprache und keine als Erstsprache. In Moquegua gibt es 7 Schulen mit Aymara als Erstsprache und zwei Schulen, in denen Aymara neben dem Quechua als Zweitsprache der Schüler dient, die als Erstsprache Spanisch lernen.

## Phonetik / Phonologie
Vokale
Das Aymara kennt auf der Phonemebene nur die Vokale /a, i, u/ <a, i, u> und ihre Langvarianten /a:, i:, u:/ <ä, ï, ü>. Vor den uvularen Konsonanten /q, qʼ, qʰ, χ/ <q, q', qh, x> wird /i/ als [e] und /u/ als [o] realisiert. Es gibt keine Diphthonge, aber zwei Halbvokale (Approximanten), und zwar /w/ <w> und /j/ <y>.
Konsonanten
|              |               | Labial  | Alveolar | Palatal   | Velar   | Uvular  |
| Okklusive    | unmarkiert    | p /p/   | t /t/    | ch /⁠tʃ⁠/   | k /k/   | q /q/   |
| Okklusive    | glottalisiert | p' /pʼ/ | t’ /tʼ/  | ch’ /tʃʼ/ | k’ /kʼ/ | q' /qʼ/ |
| Okklusive    | aspiriert     | ph /pʰ/ | th /tʰ/  | chh /tʃʰ/ | kh /kʰ/ | qh /qʰ/ |
| Frikative    | Frikative     |         | s /s/    |           | j /x/   | x /⁠χ⁠/   |
| Lateralappr. | Lateralappr.  |         | l /l/    | ll /⁠ʎ⁠/    |         |         |
| Vibranten    | Vibranten     |         | r /r/    |           |         |         |
| Nasale       | Nasale        | m /m/   | n /n/    | ñ /⁠ɲ⁠/     |         |         |
| Halbvokale   | Halbvokale    | w /w/   |          | y /j/     |         |         |

Das Aymara besitzt insgesamt 26 Konsonantenphoneme. Bei den Okklusiven stehen einander drei Reihen gegenüber: einfach, glottalisiert (ejektiv) und aspiriert. Die Okklusive sind alle stimmlos. Stimmhafte Plosive wie /b, d, g/ kennt das Aymara nicht.

## Morphologie
Das Aymara ist weitgehend polysynthetisch mit vielen Portmanteau-Suffixen. Verbalsuffixe drücken oft Modus, Tempus, Person des Subjekts und Person des Objekts oder eines anderen sekundären Arguments aus. Beispielsweise das Suffix -sma bedeutet „Indikativ, Nicht-Futur, Subjekt in erster Person, Objekt in zweiter Person“ (z. B. uñjsma „ich sehe/sah dich“).
Verben mit mehreren Valenzargumenten kongruieren obligatorisch mit dem Subjekt und mit dem belebtesten Argument (gemäß der Belebtheitshierarchie), z. B. chursma „ich gab dir“, aläma „ich werde von dir kaufen“ usw. Spezielle Suffixe können die Valenz von Verben modifizieren, z. B. aläma „ich werde von dir kaufen“ vs. alarapïma „ich werde für dich kaufen“ vs. alayäma „ich werde dich zu kaufen bringen“ u. ä.
Das Aymara hat ein reiches System von Switch-Reference-Suffixen, z. B. jan yatisax sartwa „ich bin weggegangen, ohne es zu wissen“, jan yatiman sartwa „ich bin weggegangen, ohne dass du es gewusst hättest“, jan yatipan sartwa „ich bin weggegangen, ohne dass er/sie es gewusst hätte“ usw.